# Свети Илия (Граница)
Вижте пояснителната страница за други значения на Свети Илия.
„Свети Илия“ е възрожденска българска църква в село Граница, община Кюстендил.

## Местоположение
Църквата се намира в центъра на Граница, в близост до училището и Границката кула.

## История
Построена е през 1856 – 1857 г. от майстор Миленко Велев, който е строител и на южното крило на Рилския манастир. Изградена е от дялан ломен камък и червени тухли. През първата половина на ХХ век, към църквата е пристроен притвор с камбанария.

## Описание
Представлява трикорабна, триапсидна псевдобазилика със странични декаративни псевдоконхи. Тя е един от най-красивите в архитектурно отношение възрожденски храмове, не само в Кюстендилска област, но и в Западна България. Отличава се с необичайна архитектура, напомняща Рилския манастир.
Иконостасът е рисуван, олтарните двери и венчилката са резбовани. Върху таблите на златистоохрена основа са изписани вази с рози. Иконостасните икони от царския ред са дело на самоковския зограф Иван Доспевски, и са рисувани през 1862 – 1863 г. Стенописите в църквата са от 1896 г. Над входа към наоса от запад има каменно релефно изображение на двуглав орел.
Камбаната е изработена в 1857 година от Г. Атанасов от Горно Броди.
Църквата празнува на Илинден на 20 юли.

## Галерия
- църквата „Свети Илия“ – общ изглед
- църквата „Свети Илия“ – общ изглед
- Посрещането на Исус в Йерусалим – стенопис
- Свети Георги и Свети Димитър – стенопис
- стенопис
- Тайната вечеря – стенопис
- олтара
- църквата – изглед от вътре